# Carl Bolle
Carl Bolle, född 20 juni 1893 i Berlin, död 9 oktober 1955 i Berlin, var en tysk militär och flygare. Han var far till botanikern Friedrich Franz Bolle.
Bolle inledde sin militära karriär vid Kürassier-Regiment Nummer 7 där han utnämndes till officer. Under första världskriget sökte han sig till de tyska flygstyrkorna. Efter flygutbildning placerades han som flygspanare vid Kagohl 4, där flög tillsammans med Lothar von Richthofen som spanare. Han förflyttades senare till jaktflyget vid Jagdstaffel Boelcke, där han blev den sista staffelführer för enheten fram till 11 november 1918 då enheten upplöstes. Han tilldelades Pour le Mérite 28 augusti 1918.